# Sîn-Muballit
Sîn-Muballit fue el quinto rey de la primera dinastía de Babilonia (Dinastía martu o amorrea), y reinó de 1812 a. C. a 1793 a. C. (cronología media). Amplió sus dominios hasta Kiš y Sippar. Se tiene noticia de una hija, Iltani, y de su hijo Hammurabi, quien le sucedería. 
Rim-Sîn, rey de Larsa, estaba obteniendo la hegemonía en la zona de Sumer, en este momento es cuando surge la figura de Sîn-Muballit, con quien comenzará el ascenso de Babilonia.